# Kvarntjärnen (Vänjans socken, Dalarna)
Kvarntjärnen är en sjö i Mora kommun i Dalarna och ingår i Dalälvens huvudavrinningsområde.